# Magnarps strand
Magnarps strand (även Magnarpsstrand) på Bjärehalvön är en mindre ort, och numera del av tätorten Ängelholm i Ängelholms kommun. Magnarps strand består av gamla Magnarps kustdel. Magnarps strand har populära sandstränder och en småbåtshamn vid kusten. Utmed vattnet ligger det kommunala naturreservatet Magnarps strandmarker. Det är en långsmal kustremsa som är en rest av de vidsträckta betesmarker som förr fanns i trakten. Stadsdelen Magnarps strand gränsar till Vejbystrand i nordväst och till Björkhagen i sydost.

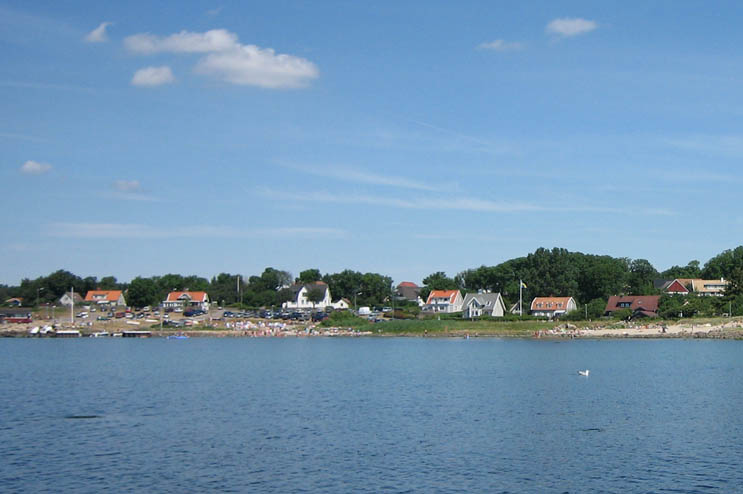
Magnarps strand sedd från havet. Hamnen syns till vänster.